# Наталі Кейссар
Наталі Кейссар (англ. Natalie Keyssar; нар. 1984, США) — американська документальна фотографка, фотожурналістка.

## Життєпис
Після закінчення Інституту Пратта (бакалавр живопису та ілюстрації), вона зайнялася фотожурналістикою. Викладала в Міжнародному центрі фотографії в Нью-Йорку та проводила різноманітні воркшопи в США та Латинській Америці.
Світлини Наталі публікували Newsweek, Time, The New York Times, Bloomberg, National Geographic, The Wall Street Journal, California Sunday Magazine, Le Monde M, MSNBC та інші.

## Нагороди
- лавреатка премії Філіпа Джонса Гріффіта[5],
- фотограф року за версією ICP Infinity Emerging Photographer of the Year (2018)[3][2],
- одна з її фотографій була обрана журналом Time серед «100 найкращих фотографій 2022 року»[6],
- стипендіатка Пулітцерівського центру[2][7],
- грант PH Museum Women Photographer's Grant (2019)[2].